# Makā Rūd
Makā Rūd (persiska: مَك رود, Mak Rūd, مكا رود) är en ort i Iran.   Den ligger i provinsen Mazandaran, i den norra delen av landet, 120 km norr om huvudstaden Teheran. Antalet invånare är 244.
Terrängen runt Makā Rūd är varierad. Runt Makā Rūd är det ganska tätbefolkat, med 116 invånare per kvadratkilometer. Närmaste större samhälle är Tonekābon, 14,1 km nordväst om Makā Rūd. I omgivningarna runt Makā Rūd växer i huvudsak blandskog.